# Simon Ammann
Simon Ammann (Grabs, Suïssa 1981) és un saltador amb esquís suís, considerat un dels millors de la història i guanyador de quatre medalles olímpiques d'or.

## Biografia
Va néixer el 25 de juny de 1981 a la ciutat de Grabs, població situada al cantó de Turgòvia.

## Carrera esportiva
Va participar, als 16 anys, en els Jocs Olímpics d'Hivern de 1998 realitzats a Nagano (Japó), on finalitzà trenta-cinquè en la prova de salt curt, trenta-novè en el salt llarg individual i sisè en la prova per equips de salt llarg. En els Jocs Olímpics d'Hivern de 2002 realitzats a Salt Lake City (Estats Units) donà la sorpresa en guanyar la medalla d'or en les proves de salt curt i salt llarg individual, finalitzant així mateix setè en la prova de salt llarg per equips. En els Jocs Olímpics d'Hivern de 2006 realitzats a Torí (Itàlia) no va poder repetir l'èxit i fou setè en la prova per equips, quinzè en el salt llarg individual i trenta-vuitè en el salt curt individual. En els Jocs Olímpics d'Hivern de 2010 realitzats a Vancouver (Canadà), on aconseguir guanyar novament la medalla d'or en les dues proves individuals: salt curt i salt llarg individual, convertint-se en el primer home a aconseguir dues victòries en el salt curt individual.
Al llarg de la seva carrera ha aconseguit tres medalles en el Campionat del Món d'esquí nòrdic, destacant la medalla d'or aconseguida el 2007 en la prova de salt llarg individual.
El 2010 aconseguí guanyar la Copa del Món de l'especialitat així com el Torneig Nòrdic.